# Zirconita

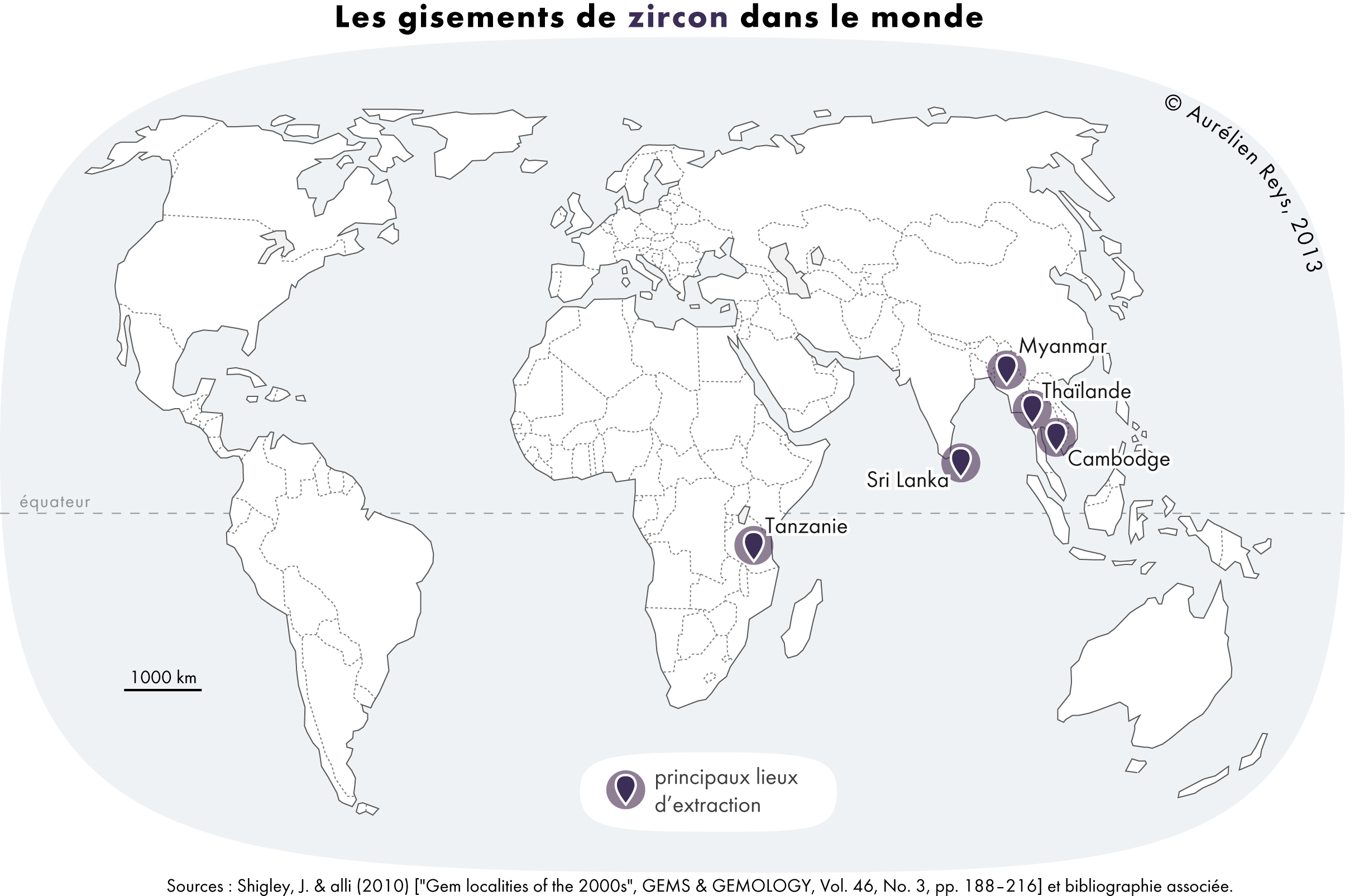
Mapa dos principais países produtores no mundo

Zircão ou zirconita (do Persa: sarkun, dourado) é um mineral pertencente ao grupo dos nesossilicatos. Trata-se de um silicato de zircónio de fórmula química ZrSiO4. A estrutura cristalina do zircão é tetragonal (classe cristalina: 4/m 2/m 2/m). A coloração natural do zircão  varia desde incolor passando pelo amarelo dourado, vermelho, marrom, azul ou verde . Espécimes que exibem qualidades de gema são um substituto popular do diamante (porém a zircónia cúbica é uma substância artificial completamente diferente, com uma composição química diferente).
O nome zircão deriva da palavra árabe zarqun, ou seja, vermelho, ou da palavra persa zargun, que significa dourado. Estas palavras são corrompidas em "jargoon", um termo aplicado a cristais de zircão de cor clara. O zircão amarelo é chamado jacinto, palavra de origem indiana. Na Idade Média, todas as pedras amarelas de origem indiana oriental eram chamadas jacintos, mas hoje este termo se restringe ao zircão amarelo. No Brasil, encontra-se em depósitos da Mina de Pitinga, no Amazonas e de Tapira, Salitre e Catalão, em Goiás.
O zircão é um mineral notável, nem que seja apenas pela sua presença ubíqua na crosta terrestre. Está presente em muitas rochas ígneas (como produto primário da cristalização), nas rochas metamórficas (como grãos recristalizados) e nas rochas sedimentares (como grãos detríticos). É raro encontrar cristais de zircão de grandes dimensões. Atualmente, o zircão é tido como o recurso mineral mais antigo da Terra, tendo seu mais antigo pedaço de cristal aproximadamente 4,38 mil milhões de anos. O seu tamanho médio no granito por exemplo, é de (100 a 300) µm, contudo é possível encontrar em rochas minerais com vários centímetros, especialmente em pegmatitos. 
A ocorrência generalizada de zircão se tornou mais importante desde a descoberta da datação radiométrica. Zircões contêm quantidades de urânio e tório (a partir de 10 ppm até 5% do peso) e pode ser datado utilizando técnicas analíticas modernas. Uma vez que o zircão tem a capacidade de sobreviver a processos geológicos como a erosão, o transporte,e mesmo o alto grau de metamorfismo, ele é usados como indicador protolítico. Até agora, os mais antigos minerais encontrados são zircões do terreno Narryer Gnaisse, Yilgarn Craton e porção ocidental da Austrália, com uma idade de 4404 milhões de anos (4,404 Ga). Esta idade é interpretada como idade de cristalização. Esse zircão não é apenas o mais velho mineral na Terra, ele também mostra uma outra característica interessante: sua composição de isótopos de oxigênio é interpretada por alguns como indicação de que há mais de 4404 milhões de anos (4,404 Ga) já havia água na superfície da terra. Esta é uma interpretação espetacular que já foi publicada nas principais revistas científicas, mas é amplamente contestada. É mais provável que os isótopos de oxigênio e outros componentes (terra rara) simplesmente registrem alterações hidrotermais. O momento da alteração é incerto, mas isso nega a necessidade de antigos oceanos de água líquida. 
Devido ao seu teor de urânio e tório, alguns cristais de zircão podem sofrer metamitização. Isto explica as propriedades altamente variáveis do zircão.
Comercialmente, zircão é extraído pelo metal zircônio, usado para isolamento e abrasão. Espécimes maiores são gemas apreciadas devido à sua alta refração (de cerca de 1,95 - o diamante tem cerca de 2,4). A cor dos cristais de zircão que não têm qualidade de gema pode ser alterada por tratamento térmico. Dependendo da quantidade de calor aplicada zircão incolor, azul e amarelo-dourado pode ser feito.